# Michael Isikoff
Michael R. Isikoff est un journaliste d'enquête américain. En 2019, il est Chief Investigative Correspondent pour Yahoo! News. 

## Biographie
Michal Isikoff commence à travailler pour le magazine Newsweek en juin 1994 en tant que correspondant d'enquête. Il écrit principalement sur la guerre contre le terrorisme du gouvernement fédéral américain, les abus et les tortures à la prison d'Abou Ghraib, les abus lors des financements des partis politiques et des campagnes électorales et les abus éthiques du Congrès des États-Unis.
De juillet 2010 à avril 2014, Michael Isikoff est correspondant d'enquête national (national investigative correspondent) pour NBC News. Lorsqu'il quitte NBC News, il indique que la nouvelle orientation média du réseau le laisse avec moins d'opportunités professionnelles.
En mars 2018, il publie avec David Corn (en) le livre Russian Roulette: The Inside Story of Putin's War on America and the Election of Donald Trump, qui accuse les autorités russes d'avoir fait de l'ingérence lors de l'élection présidentielle américaine de 2016.
Isikoff a rédigé un livre sur l'affaire Monica Lewinsky : Uncovering Clinton: A Reporter's Story, qui est nommé Best Non-Fiction Book of 1999 par le Book of the Month Club (en).